# Plutonyle
Le plutonyle est l'oxycation PuO22+, dans lequel le plutonium est à l'état d'oxydation +6. Il est semblable à l'ion uranyle UO22+, avec cependant une liaison métal–oxygène légèrement plus courte. Il est facilement réduit en plutonium(III). L'ion plutonyle forme de nombreux complexes, particulièrement avec les ligands ayant des atomes donneurs d'oxygène. Les complexes de l'ion plutonyle sont importants dans le retraitement des combustibles nucléaires ainsi que dans l'étude des contaminations de l'environnement,.

## Propriétés chimiques
La chimie de l'ion plutonyle ressemble très étroitement à celle de l'ion uranyle. Ces deux ions sont linéaires, le métal étant situé entre les deux atomes d'oxygène. De nombreux composés de ces deux ions sont isostructurels. La fréquence d'élongation νPu–O est inférieure d'environ 20 cm-1 par rapport à celle de l'ion uranyle, de l'ordre de 910 cm-1, lorsque le plutonyle est complexé avec les mêmes ligands. On peut en déduire que la liaison Pu–O est légèrement plus faible que la liaison U–O. La structure électronique des deux ions et de leurs complexes est également semblable.

### En solution aqueuse
L'hydrolyse des composés de plutonyle en solution aqueuse présence cependant quelques différences par rapport aux composés d'uranyle, du point de vue de la nature des polymères susceptibles d'être formés ainsi que de leur constante d'hydrolyse β* :
{\displaystyle \beta ^{*}={\frac {[\mathrm {M} (\mathrm {OH} )][\mathrm {H} ]}{[\mathrm {M} ]}}}
Les espèces d'hydrolyse mononucléaires et dinucléaires présentent des bandes d'absorbance à 842 nm et 845 nm de longueur d'onde. La connaissance des espèces d'hydrolyse des complexes de plutonyle est importante pour la compréhension de la pollution des eaux naturelles.

### Potentiel d'oxydoréduction
Par ailleurs, l'ion plutonyle est un oxydant bien plus fort que l'ion uranyle. Le potentiel standard du couple rédox MO22+/M4+ vaut ainsi 0,38 V pour l'uranyle et 1,04 V pour le plutonyle, tandis que celui du couple M4+/M3+ vaut −0,52 V pour l'uranium mais 1,01 V pour le plutonium. A contrario, l'ion plutonyle est plus facilement réduit que l'ion uranyle. Cette différence est mise à profit pour séparer le plutonium de l'uranium par le procédé PUREX.

### Complexes
L'ion plutonyle est toujours associé à d'autres ligands. L'arrangement le plus courant consiste en des ligands équatoriaux liés perpendiculairement à l'axe O–Pu–O au niveau de l'atome de plutonium. Avec quatre ligands, comme dans le [PuO2Cl4]2−, l'atome de plutonium présente une géométrie octaédrique distordue avec les quatre ligands formant un carré dans le plan équatorial. Avec six ligands, comme dans le nitrate de plutonyle hydraté PuO2(NO3)2·2H2O, il se forme un hexagone dans le plan équatorial, ici avec six atomes d'oxygène (deux provenant des molécules d'eau, et quatre provenant des deux nitrates, qui sont bidentates).
Le nitrate de plutonyle est soluble dans l'éther diéthylique, tout comme le nitrate d'uranyle ; les molécules d'éther prennent la place des molécules d'eau dans ce cas. Le complexe est électriquement neutre, ce qui permet sa solubilité dans les solvants organiques. Le fait de remplacer les molécules d'eau liées à l'ion plutonyle en solution aqueuse par un ligand hydrophobe a pour effet d'accroître la solubilité du complexe de plutonyle dans les solvants organiques ; ce phénomène est parfois appelé effet synergique.

## Application au procédé PUREX
La solubilité du nitrate de plutonyle dans les solvants organiques est utilisée dans le procédé PUREX. Le nitrate de plutonyle est extrait par du phosphate de tributyle (CH3CH2CH2CH2O)3PO comme ligand hydrophobe dans le kérosène comme solvant organique. Il est récupéré à l'aide de sulfamate ferreux aqueux qui réduit sélectivement le plutonium à l'état d'oxydation +3 dans la solution aqueuse, laissant l'uranium dans la solution organique.